# Raymond Barre
Raymond Octave Joseph Barre (Saint-Denis (Réunion), 12 april 1924 - Parijs, 25 augustus 2007) was een Frans econoom en politicus, gelieerd aan de rechts-liberale UDF van Valéry Giscard d'Estaing.
Voordat hij de politiek inging, was hij hoogleraar in Caen en later in Parijs. Hij schreef destijds een veelgebruikt leerboek over economie.
Van 1959 tot 1962 was hij kabinetsdirecteur bij minister Jean-Marcel Jeanneney. Tijdens de jaren 1967-1973 had hij zitting in de Europese Commissie, onder de voorzitters Rey, Malfatti en Mansholt.
In 1976 werd hij minister van buitenlandse handel. Datzelfde jaar volgde hij Jacques Chirac op als premier. Zijn regering duurde van 1976 tot 1981. De eerste twee jaar daarvan was hij tevens minister van Economische Zaken en Financiën.
Tijdens zijn premierschap voerde hij strenge bezuinigingen door. Hierdoor kregen veel werknemers in de noodlijdende Franse kolen- en staalindustrie hun ontslag. Hij trok zich niets aan van de vakbonden en gelastte demonstrerende stakers weer aan het werk te gaan. Verder stond hij niet toe dat de prijzen van de consumptiegoederen verder stegen en matigde hij eveneens de stijging van de lonen. Zijn beleid was wellicht economisch verantwoord, sociaal en politiek gezien was het te rigide. Het gaullistische electoraat liet het bij de verkiezingen van 1981 afweten, waardoor voor het eerst sinds de oprichting van de Vijfde Republiek de socialisten wonnen.
In 1988 schoof Giscard Barre naar voren als presidentskandidaat voor de UDF. In de eerste ronde eindigde hij als derde, achter François Mitterrand en Jacques Chirac. Van 1995 tot 2001 was hij burgemeester van Lyon. Tot aan zijn dood doceerde hij economische wetenschappen aan het Instituut voor Politieke Wetenschappen in Parijs.
Raymond Barre was katholiek en erelid van de Club van Rome.
- Bibsys: 98011816
- Biblioteca Nacional de Chile: 000035177
- Biblioteca Nacional de España: XX1721366
- Bibliothèque nationale de France: cb11890322p (data)
- Catàleg d'autoritats de noms i títols de Catalunya: 981058509206406706
- CiNii: DA01548151
- Gemeinsame Normdatei: 118652656
- International Standard Name Identifier: 0000 0001 2139 2937
- Library of Congress Control Number: n50017258
- National Archives and Records Administration: 10582933
- Bibliotheek van het Japanse parlement: 00432381
- Nationale Bibliotheek van Tsjechië: jo2002139646
- Nationale bibliotheek van Australië: 49860982
- Nationale Bibliotheek van Israël: 987007462904305171
- Nationale Bibliotheek van Polen: a0000003240142
- Nationale en Universitaire bibliotheek Zagreb: 000298443
- Nederlandse Thesaurus van Auteursnamen: 073969427
- Parlement.com: vi2glo6qsdzi
- SNAC: w6gs1f8f
- Système universitaire de documentation: 026706407
- Trove: 1529428
- Virtual International Authority File: 73849636
- WorldCat: E39PBJmpdJVjMKcT9GqwvCFkDq

 Raymond Barre ·  Albert Borschette ·  Albert Coppé ·  Ralf Dahrendorf ·  Jean-François Deniau ·  Wilhelm Haferkamp ·  Sicco Mansholt ·  Carlo Scarascia-Mugnozza ·  Altiero Spinelli
 Raymond Barre ·  Albert Borschette ·  Albert Coppé ·  Ralf Dahrendorf ·  Jean-François Deniau ·  Wilhelm Haferkamp ·  Franco Maria Malfatti ·  Sicco Mansholt ·  Altiero Spinelli
 Raymond Barre ·  Victor Bodson ·  Guido Colonna di Paliano ·  Albert Coppé ·  Jean-François Deniau ·  Hans von der Gröben ·  Wilhelm Haferkamp ·  Fritz Hellwig ·  Lionello Levi Sandri ·  Sicco Mansholt ·  Edoardo Martino ·  Jean Rey ·  Henri Rochereau ·  Maan Sassen